# گروه نمایش انفرادی

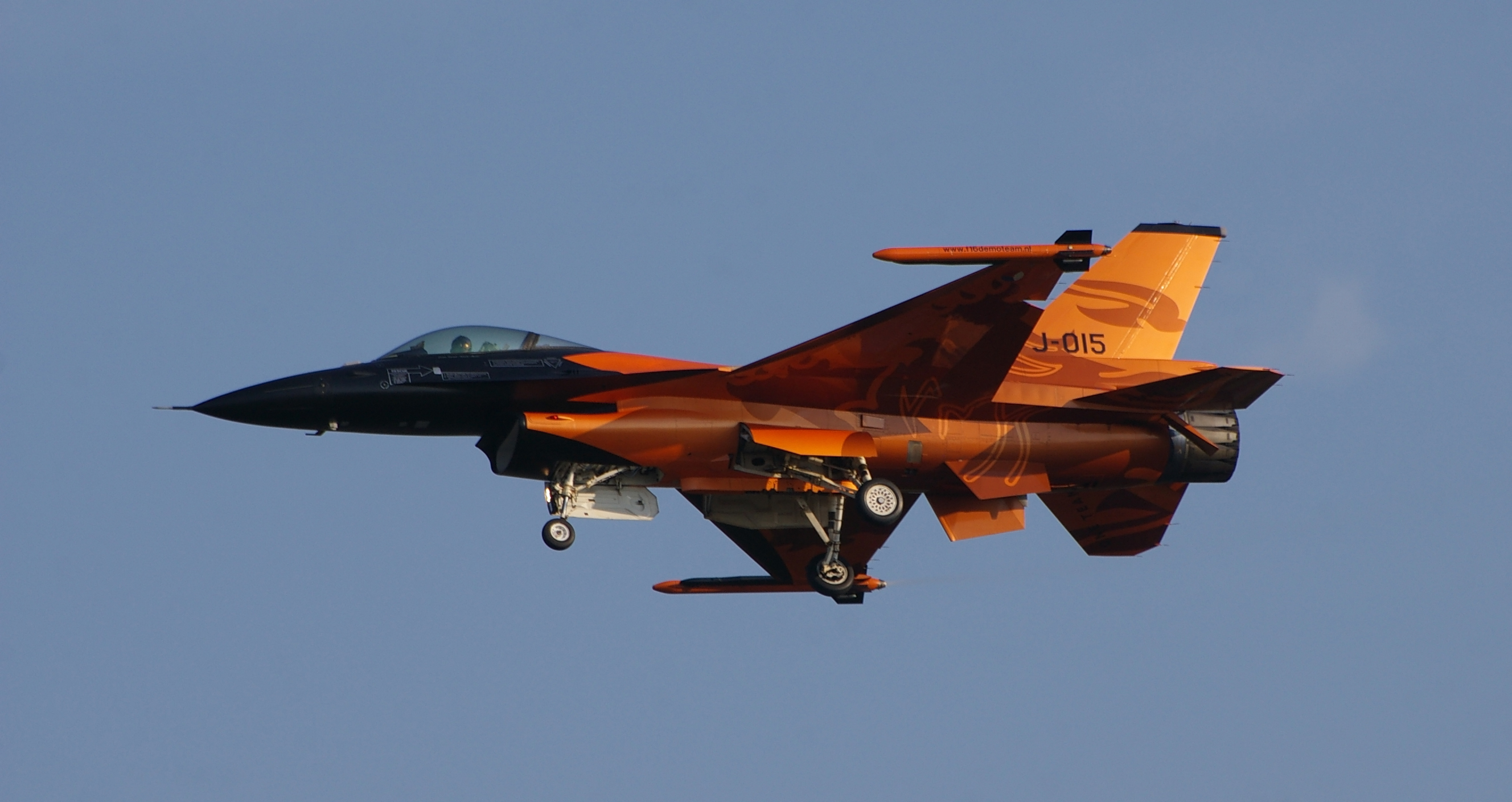
گروه نمایش انفرادی اف۱۶ یکی از سه تیم نمایشی آیروباتیک نیروهای هوایی سلطنتی هلند در سال ۲۰۰۹

گروه نمایش انفرادی نمایش تیمی آیروباتیک است که توسط نیروهای هوایی سلطنتی هلند نمایش داده شده و شامل سه تیم نمایشی می‌شود. گروه نمایش انفرادی اف-۱۶ با هواپیمای جت اف-۱۶ فایتینگ فالکن، گروه نمایش انفرادی پی‌سی-۷ با پیلاتوس پی‌سی-۷ و گروه نمایش انفرادی آپاچی با بالگرد ای‌اچ-۶۴ آپاچی.